# دیوید می
دیوید می (زاده ۲۴ ژوئن ۱۹۷۰) بازیکن سابق فوتبال اهل انگلستان است که بین سال‌های ۱۹۸۸ تا ۲۰۰۶ در باشگاه‌های مختلفی توپ زد.
او در لیگ برتر انگلستان در بلکبرن و بعد از آن در منچستر یونایتد بازی کرد. در طول ۹ سال حضور در الدترافورد، او به عناوین مختلفی دست یافت. بعد از یونایتد او به هادرسفیلد و بارنلی رفت و در پیراهن تیم بیکاپ بورو از دنیای فوتبال خداحافظی کرد.